# Округ Биг Хорн (Монтана)
Биг Хорн (енгл. Big Horn County) је округ у америчкој савезној држави Монтана.

## Демографија
По попису из 2010. године број становника је 12.865, што је 194 (1,5%) становника више него 2000. године.
| Група             | 2000.         | 2010.         |
| Белци             | 4.457 (35,2%) | 3.908 (30,4%) |
| Афроамериканци    | 5 (0,0%)      | 31 (0,2%)     |
| Азијати           | 28 (0,2%)     | 59 (0,5%)     |
| Хиспаноамериканци | 465 (3,7%)    | 510 (4,0%)    |
| Укупно            | 12.671        | 12.865        |